# Emmiltis teriolensis
Emmiltis teriolensis är en fjärilsart som beskrevs av Franz Dannehl 1925. Emmiltis teriolensis ingår i släktet Emmiltis och familjen mätare. Inga underarter finns listade i Catalogue of Life.